# Angelet comú
L'angelet comú (Leptidea sinapis) és una espècie de lepidòpter papilionoïdeu de la família dels pièrids (Pieridae),  subfamília Dismorphiinae, present als Països Catalans.

## Distribució
Es troba a Europa i cap a l'est a través del Caucas, Àsia Menor, Orient Mitjà, Àsia central, Kazakhstan i sud de Sibèria fins a la regió del Baikal.

## Ecologia
L'angelet comú es troba en prats, marges de bosc i boscos esclarissats de fins a 2.500 metres sobre el nivell del mar. L'adult vola des d'abril a octubre en dues, de vegades tres, generacions. Les plantes nutrícies a Europa (Eckstein, 1913; Lorkovic, 1947; Ebert, 1991) són Fabàcies (Lathyrus pratensis, Lotus corniculatus, Vicia spp.).

## Cicle de vida
La femella pon els seus ous en diversos membres de la família dels pèsols a finals de maig i juny, més comunament Lathyrus pratensis, Lathyrus linifolius, Vicia cracca i Lotus corniculatus. Les larves són de color verd i es camuflen bé en la seva planta nutrícia. La pupació té lloc a finals de juliol a la rodalia de matoll i és en aquesta etapa en la qual passa l'hivern.

## Taxonomia
La variació geogràfica és lleu, però es reconeixen les següents subespècies:
- Leptidea sinapis sinapis Winhard, 2000
- Leptidea sinapis pseudodiniensis (Pfeiffer, 1927)
- Leptidea sinapis melanoinspersa Verity, 1911

## Espècies similars
Leptidea sinapis és una de les tres espècies d'un grup d'espècies críptiques. Els altres membres són Leptidea reali i Leptidea juvernica. Altres espècies similars són Lepidea morsei, Leptidea duponcheli, Leptidea amurensis.

## Galeria

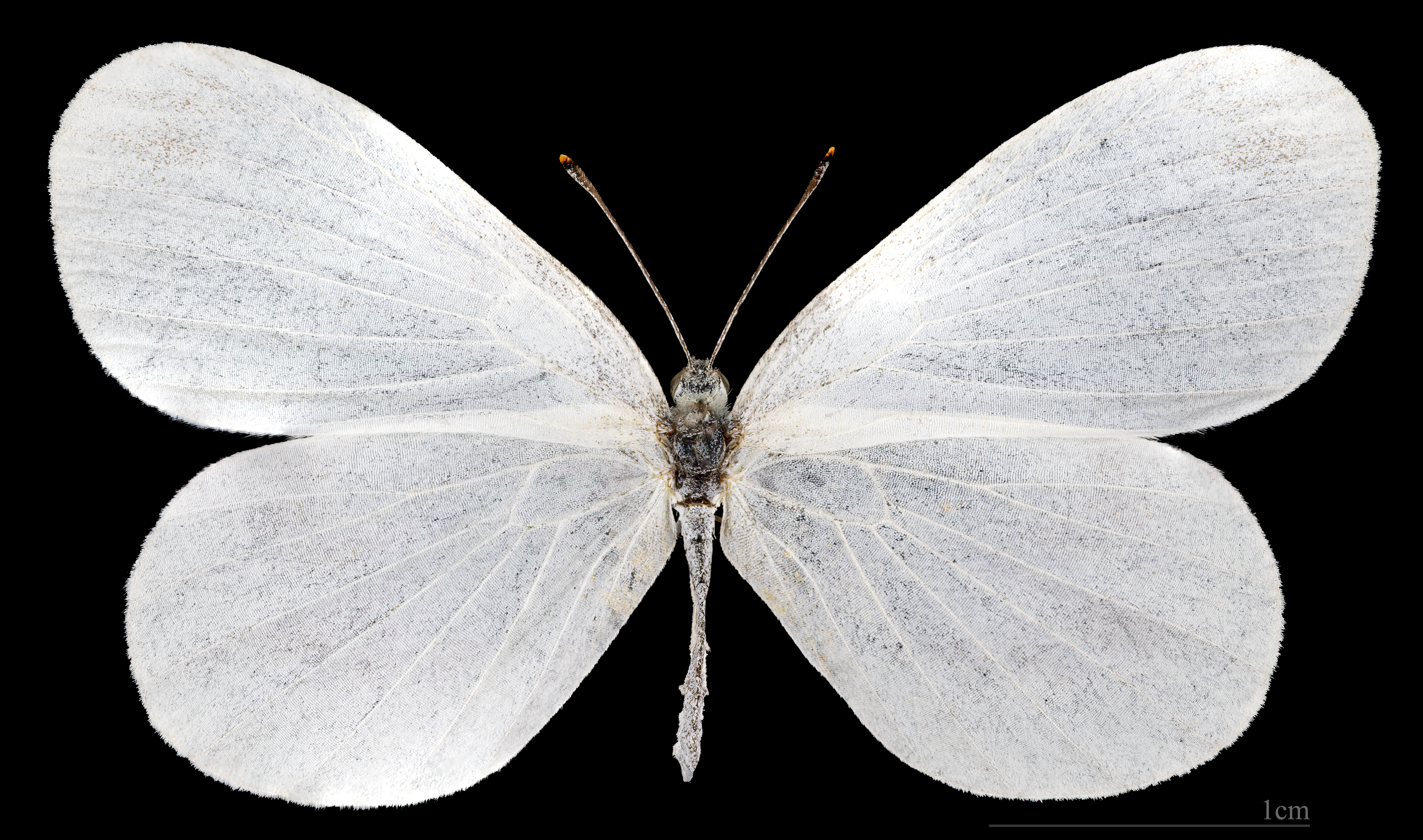
Leptidea sinapis ♀
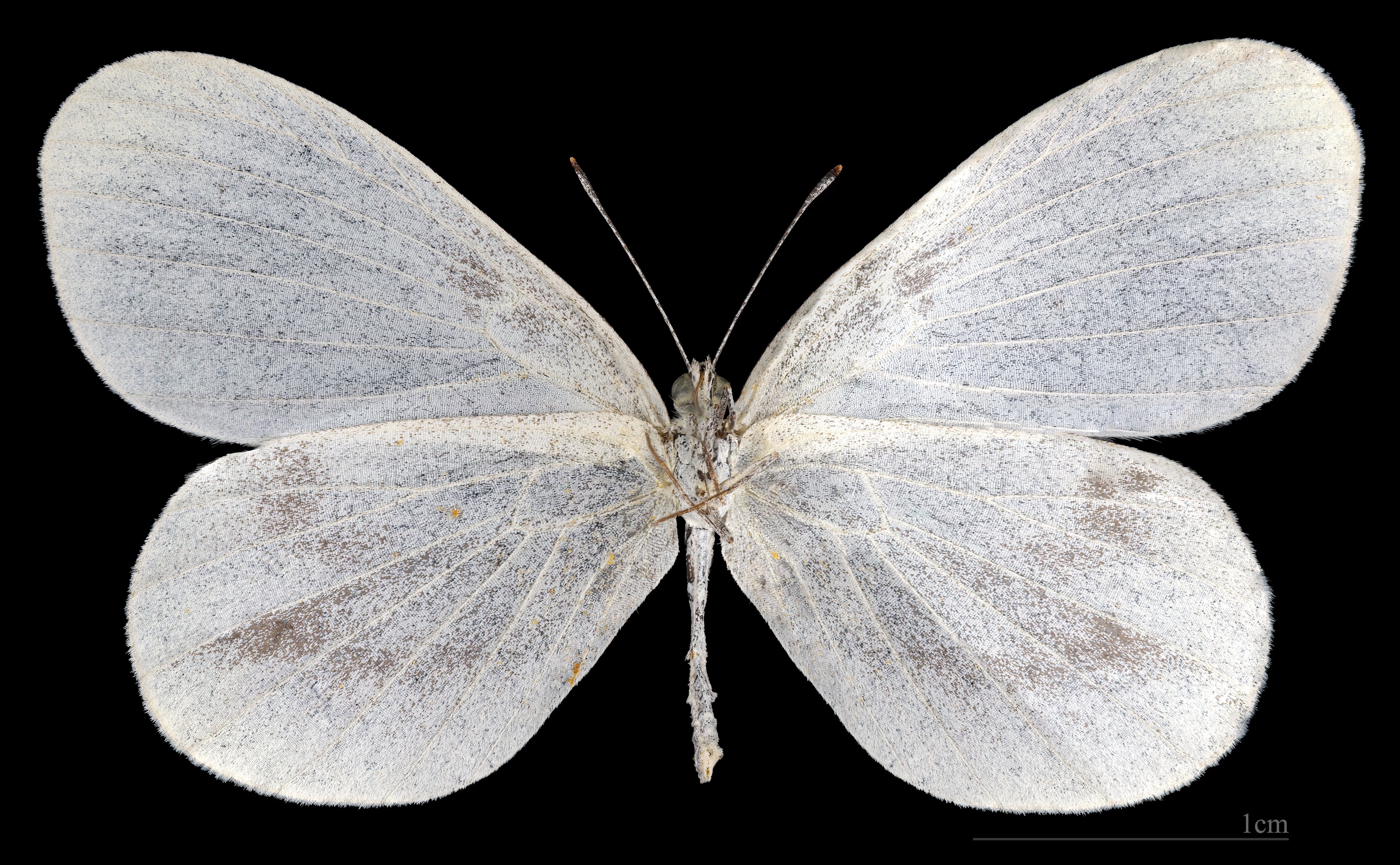
Leptidea sinapis ♀ △
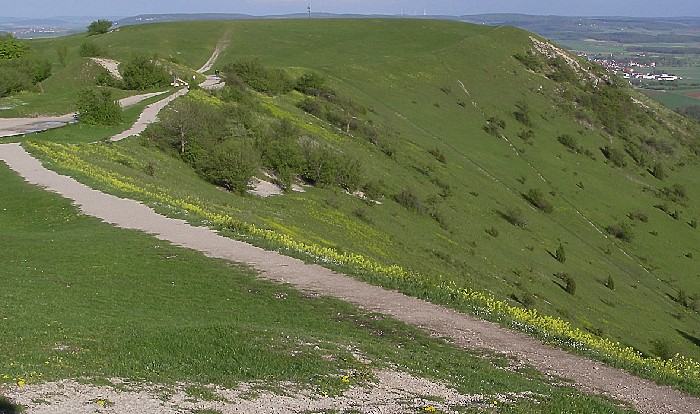
Hàbitat de Leptidea sinapis
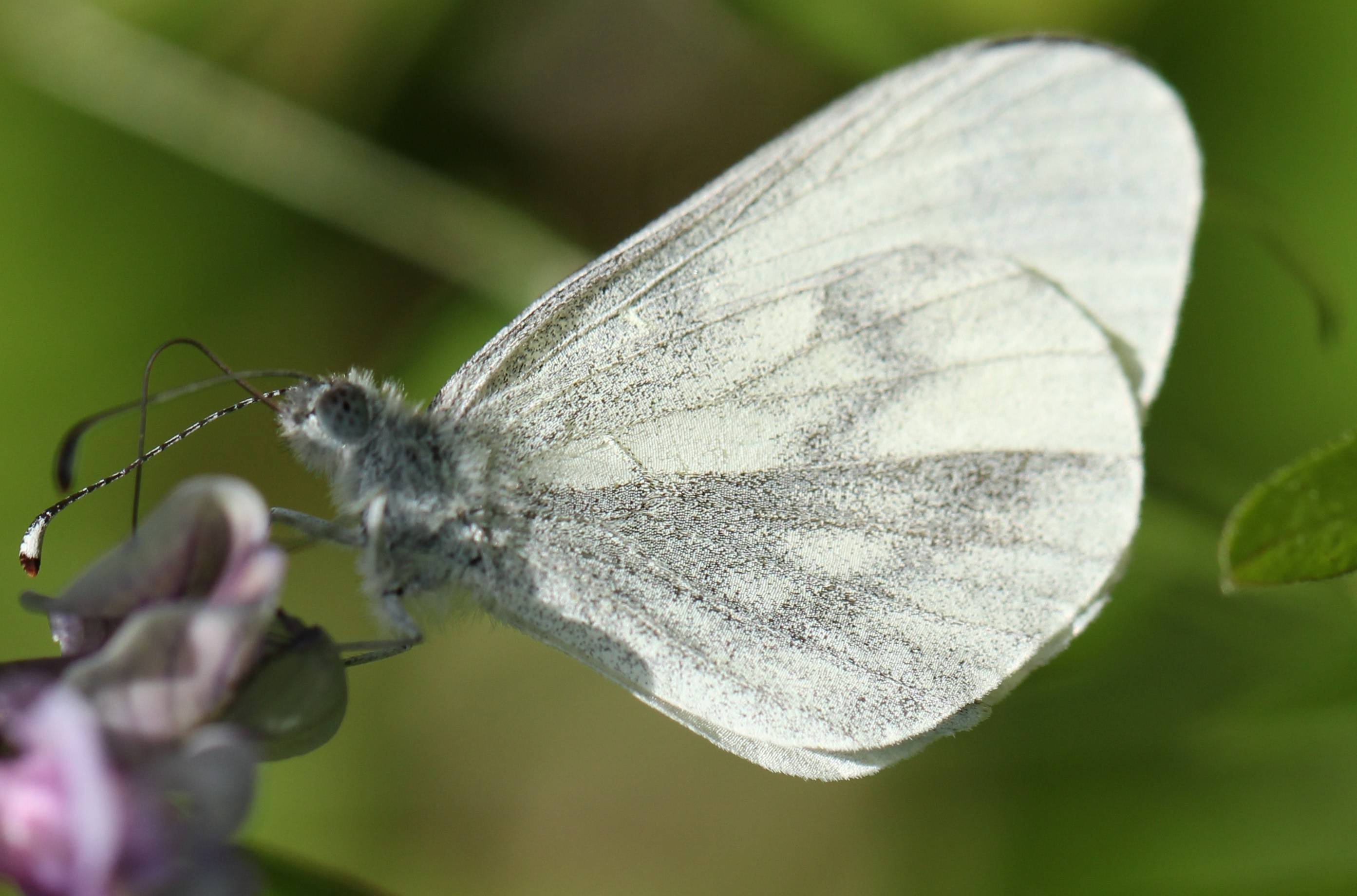
Leptidea sinapis
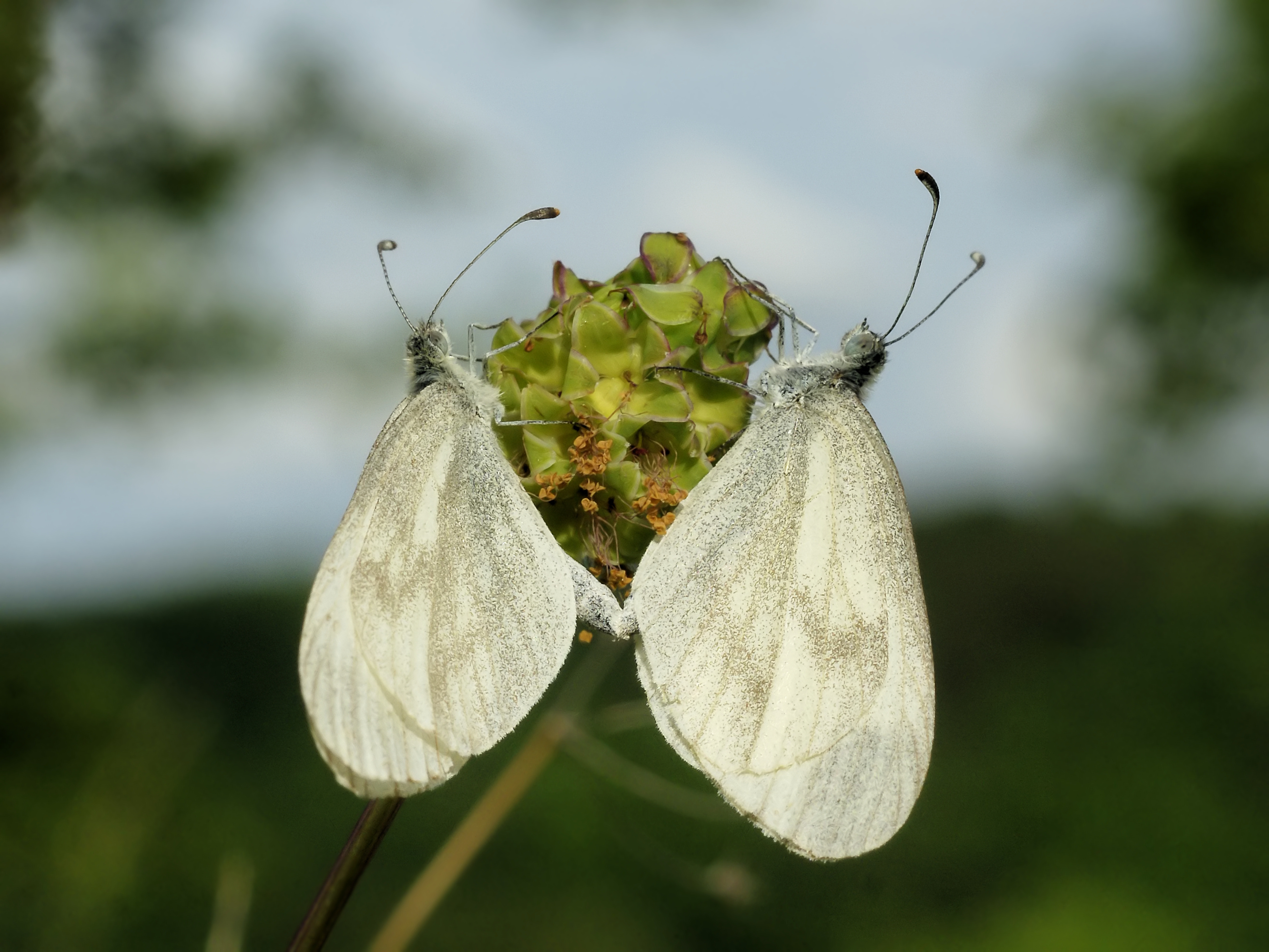
Còpula de Leptidea sinapis
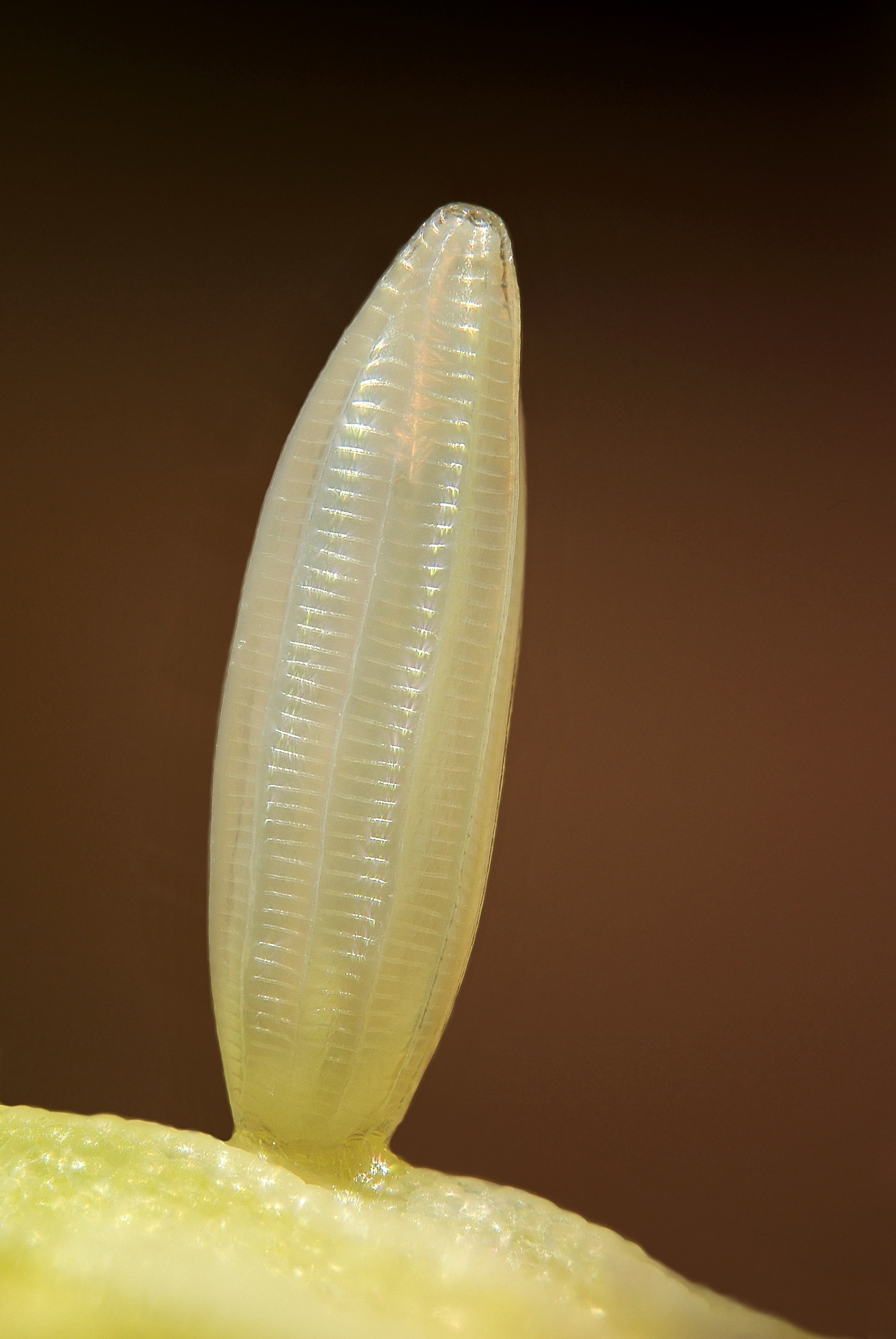
Ou de Leptidea sinapis